# Смерть та життя Боббі Зі
«Життя і смерть Боббі Зі» (англ. The Death and Life of Bobby Z, в російському прокаті також йшов під назвою «Підстава») — голлівудський фільм 2007 року в жанрі стрілялки. Знятий за однойменним романом американського письменника Дона Вінзлова. Рейтинг MPAA — R.

## Зміст
Агент служби по боротьбі з наркотиками Тед Ґруза пропонує свободу ув'язненому вояці Тіму Кірні за однієї умови – той повинен «зіграти» недавно померлого наркобарона Боббі Зі для виконання однієї спецоперації. Та все йде не за планом: Тім утікає, прихопивши з собою сина Боббі Зі.

## Ролі
| Актор             | Роль         |
| ----------------- | ------------ |
| Пол Вокер         | Тім Кірні    |
| Лоуренс Фішберн   | Тад Грасса   |
| Джейсон Льюїс     | Боббі Зі     |
| Олівія Вайлд      | Елізабет     |
| Джейсон Флемінг   | Брайн        |
| Кіт Керрадайн     | Джонсон      |
| Джейкоб Варгас    | Джо Ескобар  |
| Джош Стюарт       | Монах        |
| Жоакім ді Алмейда | Дон Хуерта   |
| Д. Вілларріал     | Кіт          |
| Чак Ліделл        | Скажений Пес |
| Майк Коннор Гейні | Бум Бум      |
| Майкл Боуен       | Дюк          |
| Марго Мартіндейл  | Меки         |
| Трейсі Волтер     | One-Way      |
| Реймонд Дж. Беррі |              |
| Олег Тактаров     |              |
| Трой Бренна       |              |

## Цікаві факти
- Слогани картини: You can't out-run yourself и To live a life of his own, he has to die first;
- Спочатку фільм повинна була випустити компанія Warner Bros., у якої був контракт з Millennium Films, але після невдалих тестових показів Warner Bros. відійшла в сторону, і випуском картини відразу на DVD зайнялася студія Sony;
- У європейській версії фільму його початок і кінець супроводжуються сценами, в яких хіпі у виконанні Брюса Дерна розповідає про життя і смерть Боббі Зі;
- У різних країнах світу картина отримала такі назви:
  - The Death and Life of Bobby Z (оригінальна назва);
  - Боббі Зі / Bobby Z (DVD, США);
  - Давайте уб'ємо Боббі / Let's Kill Bobby Z (Німеччина);
  - Смерть і життя Боббі Зі (дослівний переклад на українську мову);
  - Підстава (прокатна назва в Росії).